# Piper decipiens
Piper decipiens är en pepparväxtart som beskrevs av C. Dc.. Piper decipiens ingår i släktet Piper och familjen pepparväxter. Inga underarter finns listade i Catalogue of Life.